# 信仰真主的尊名和属性
真主的稱呼及其內涵 或 信仰真主的尊名和属性 是伊斯兰信仰的第三类（认主学）。该就是肯定真主为自己所肯定的一切尊名和属性，否定真主从自身中所否定的一切，不能废除，也不能比拟。